# Bolatice
Bolatice (in polacco Bolacice, in tedesco Bolatitz) è un comune della Repubblica Ceca facente parte del distretto di Opava, nella regione della Moravia-Slesia.